# Toshihiko Uchiyama (fotbollsspelare född 1978)
Toshihiko Uchiyama (内山 俊彦 Uchiyama Toshihiko?), född 21 oktober 1978 i Kagoshima prefektur, är en japansk före detta fotbollsspelare.
Uchiyama började sin karriär 1998 i Montedio Yamagata. Han spelade 207 ligamatcher för klubben. 2007 flyttade han till Vissel Kobe. Efter Vissel Kobe spelade han för Ventforet Kofu och Vegalta Sendai. Han avslutade karriären 2012.